# Alan Poindexter

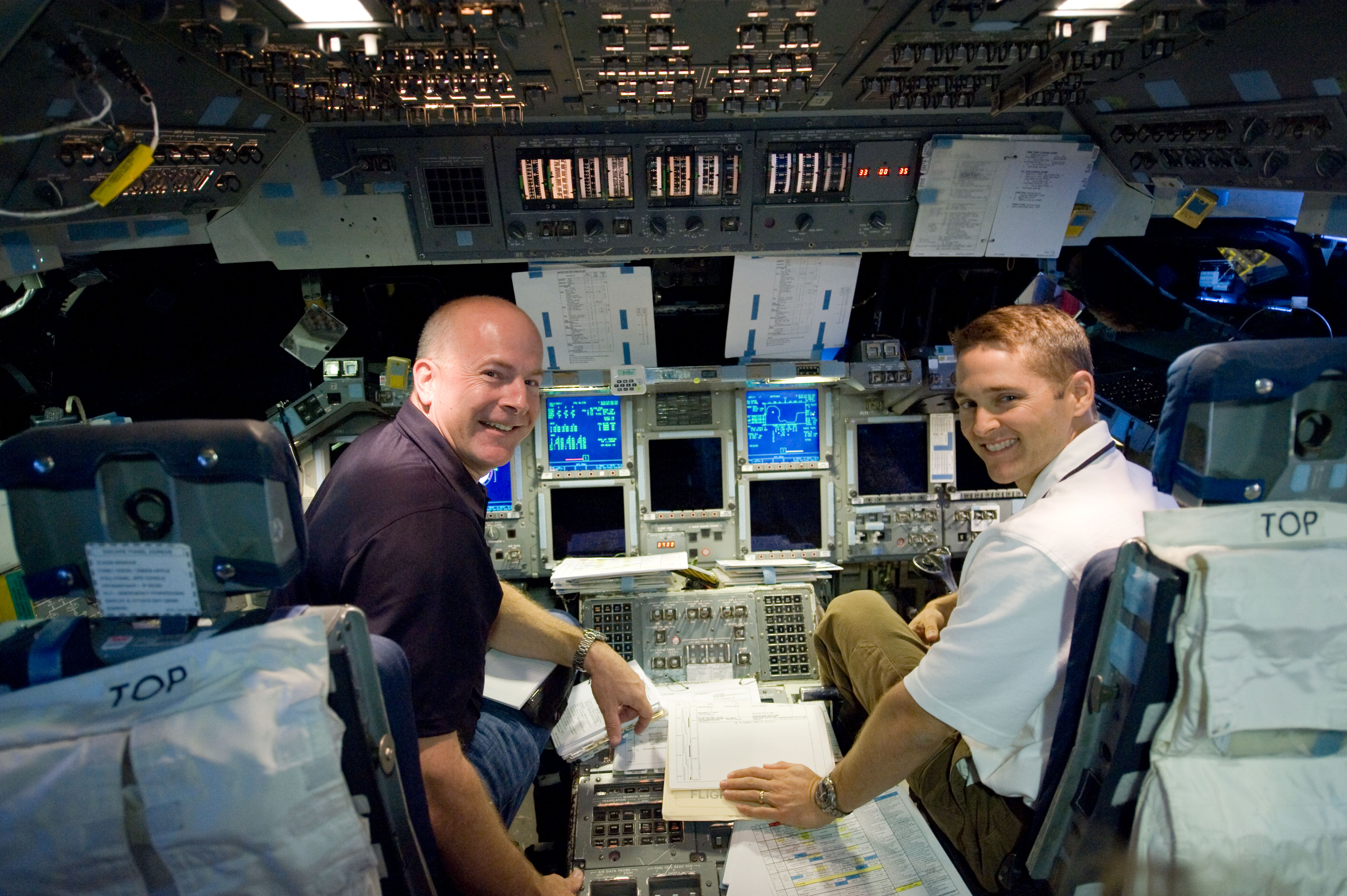
Alan Poindexter i James Dutton w symulatorze wahadłowca (2009)

Alan Goodwin Poindexter (ur. 5 listopada 1961 w Pasadenie w Kalifornii, zm. 1 lipca 2012 w Pensacola Beach na Florydzie) − amerykański astronauta, pilot doświadczalny, komandor United States Navy. Syn Johna Poindextera.

## Praca w NASA i kariera astronauty
Przyjęty przez NASA w czerwcu 1998 roku do 17 grupy astronautów, rozpoczął szkolenie w sierpniu 1998. Początkowo Poindexter służył w Oddziale Biura Operacji Astronautycznych, pełniąc obowiązki jako główny astronauta rezerwowy w Centrum Lotów Kosmicznych Kennedy’ego. W kilku misjach kosmicznych służył jako oficer prowadzący komunikację z załogą (CAPCOM).
W październiku 2002 został mianowany pilotem rezerwowym misji STS-120 mającej na celu dostarczenie modułu-łącznika Harmony na Międzynarodową Stację Kosmiczną.
Do swojej pierwszej misji kosmicznej wystartował 7 lutego 2008. Był to lot STS-122 wahadłowca Atlantis. Głównym celem misji było dostarczenie i montaż modułu Columbus na Międzynarodowej Stacji Kosmicznej. Wahadłowiec powrócił na Ziemię 20 lutego 2008.
Poindexter był dowódcą misji STS-131 wahadłowca Discovery, która miała miejsce w dniach 15–20 kwietnia 2010. Była to misja zaopatrzeniowa na Międzynarodową Stację Kosmiczną.
W grudniu 2010 opuścił NASA i wrócił do służby w US Navy.
1 lipca 2012 zmarł tragicznie w Pensacola Beach na Florydzie w rezultacie obrażeń poniesionych w wypadku podczas jazdy skuterami wodnymi ze swoimi synami.

## Nagrody i odznaczenia
- Legion of Merit – dwukrotnie
- Distinguished Flying Cross
- Defense Meritorious Service Medal
- Navy and Marine Corps Commendation Medal z okuciem "V"
- Navy and Marine Corps Achievement Medal
- NASA Aviation Safety Award
- Universal Astronaut Insignia za lot orbitalny (nr 465, pośmiertnie) – Stowarzyszenie Uczestników Lotów Kosmicznych (Association of Space Explorers(inne języki))[2]

## Wykaz lotów
| Loty kosmiczne, w których uczestniczył Alan G. Poindexter               | Loty kosmiczne, w których uczestniczył Alan G. Poindexter | Loty kosmiczne, w których uczestniczył Alan G. Poindexter | Loty kosmiczne, w których uczestniczył Alan G. Poindexter | Loty kosmiczne, w których uczestniczył Alan G. Poindexter | Loty kosmiczne, w których uczestniczył Alan G. Poindexter | Loty kosmiczne, w których uczestniczył Alan G. Poindexter |
| №                                                                       | Data startu                                               | Data lądowania                                            | Statek kosmiczny                                          | Funkcja                                                   | Czas trwania                                              |                                                           |
| ----------------------------------------------------------------------- | --------------------------------------------------------- | --------------------------------------------------------- | --------------------------------------------------------- | --------------------------------------------------------- | --------------------------------------------------------- | --------------------------------------------------------- |
| 1                                                                       | 7 lutego 2008                                             | 20 lutego 2008                                            | STS-122 Atlantis F-29                                     | Pilot misji                                               | 12 dni 18 godzin 21 minut i 40 sekund                     |                                                           |
| 2                                                                       | 5 kwietnia 2010                                           | 20 kwietnia 2010                                          | STS-131 Discovery F-38                                    | Dowódca misji                                             | 15 dni 2 godziny 47 minut i 10 sekund                     |                                                           |
| Łączny czas spędzony w kosmosie — 27 dni 21 godzin 8 minut i 50 sekund. |                                                           |                                                           |                                                           |                                                           |                                                           |                                                           |